# Malé Straciny
Malé Straciny (hongrois : Kishalom) est un village de Slovaquie situé dans la région de Banská Bystrica.

## Histoire
La première mention écrite du village date de 1573.

## Démographie

### Évolution de la population
| Année:               | 1994. | 2004.    | 2014.    | 2024.   |
| -------------------- | ----- | -------- | -------- | ------- |
| Nombre de personnes: | 154   | 119      | 138      | 149     |
| Différence:          |       | -22,72 % | +15,96 % | +7,97 % |

| Année:               | 2023. | 2024.   |
| -------------------- | ----- | ------- |
| Nombre de personnes: | 147   | 149     |
| Différence:          |       | +1,36 % |